# Sideropenia
     nessun dato
     meno di 50
     50-100
     100-150
     150-200
     200-250
     250-300
     300-350
     350-400
     400-450
     450-500
     500-1000
     più di 1000

Disability-adjusted life year relativo all'anemia sideropenica per individui, nel 2004
nessun dato
meno di 50
50-100
100-150
150-200
200-250
250-300
300-350
350-400
400-450
450-500
500-1000
più di 1000

La sideropenia o ferropenia è la condizione in cui i livelli di ferro sono troppo bassi per il normale funzionamento dell'organismo. Il ferro è presente in tutte le cellule del corpo umano e svolge diverse funzioni vitali, ad esempio è un componente fondamentale dell'emoglobina e svolge quindi un ruolo cruciale nel trasporto dell'ossigeno dai polmoni a tutti i tessuti; inoltre, sotto forma di citocromo, funge da sistema di trasporto degli elettroni nella catena respiratoria a livello mitocondriale, nell'ambito della cosiddetta respirazione cellulare. Il ferro, come gruppo prostetico, funge inoltre da catalizzatore di diverse reazioni enzimatiche che coinvolgono l'ossigeno. Una quantità insufficiente di ferro nell'organismo può interferire con queste funzioni vitali e avere conseguenze anche molto gravi, in qualche caso anche fatali.
Il ferro corporeo totale è pari a circa 3,8 g negli uomini e circa 2,3 g nelle donne. Nel plasma sanguigno, il ferro viene trasportato strettamente legato alla transferrina. Esistono diversi meccanismi che controllano il metabolismo del ferro e proteggono dalla sideropenia. Il principale meccanismo di regolazione è localizzato nell'apparato digerente: la maggior parte dell’assorbimento del ferro avviene nel duodeno, la prima sezione dell'intestino tenue. Quando una perdita di ferro non è sufficientemente compensata dalla riassunzione di esso con la dieta, nel tempo si sviluppa uno stato carenziale. Quando questa condizione non viene trattata, si sviluppa un tipo di anemia relativamente comune, ossia l'anemia sideropenica. La condizione di carenza di ferro è definita "latente" se non si accompagna a un'anemia franca.
Quando l'organismo non dispone di quantità sufficienti di ferro, la produzione di emoglobina diminuisce. Le donne in età fertile (a causa delle mestruazioni), i bambini e i soggetti con un'alimentazione povera sono le persone più suscettibili alla sideropenia. La maggior parte dei casi di anemia sideropenica sono lievi, ma se non trattati possono portare a complicanze come aritmie di vario genere, difficoltà anche gravi nel mantenimento della gravidanza e ritardo globale dello sviluppo nei neonati e nei bambini.

## Clinica
0
     1
     2–3
     4–5
     6–8
     9–12
     13–19
     20–30
     31–74
     75–381

Morti per anemia sideropenica per milione di persone, nel 2012
0
1
2–3
4–5
6–8
9–12
13–19
20–30
31–74
75–381

Possono comparire segni e sintomi anche prima che la sideropenia evolva in un quadro di anemia sideropenica; peraltro, essi non costituiscono un quadro clinico patognomonico, cioè automaticamente associabile alla sideropenia. I segni clinici, dovuti sia alla sideropenia in sè che all'eventuale anemia sideropenica progressivamente instauratasi, possono essere:
- astenia
- vertigini e lipotimie
- pallore
- alopecia, di entità variabile
- disforia e nervosismo
- convulsioni (raramente)
- fragilità ungueale, talora accompagnata da coilonichia
- sindrome di Plummer-Vinson
- immunodeficienza, di entità variabile[3]
- disordini alimentari compulsivi di vario genere, come il picacismo e la pagofagia
- sindrome delle gambe senza riposo[4]

Nei casi avanzati di sideropenia, con anemia sideropenica conclamata, possono verificarsi anche trombocitosi e un peggioramento della sensazione di fatica e di malessere generale.
Le persone con sideropenia dovrebbero evitare di donare il sangue, per non incappare in un aggravamento della carenza di ferro a livello ematico.